# Veronica Lodge
Veronica Cecilia Lodge é uma das principais personagens que aparecem nas histórias em quadrinhos publicadas pela Archie Comics. A personagem foi criada por Bob Montana e John L. Goldwater, e apareceu pela primeira vez em Pep Comics nº 26 (abril de 1942). Sua rivalidade com sua melhor amiga, Betty Cooper pelo amor de Archie Andrews, estão entre os temas mais antigos das histórias em quadrinhos. É interpretada por Camila Mendes na série de televisão Riverdale, da emissora americana The CW.

## Biografia

Tira de quadrinhos da primeira aparição de Veronica Lodge em Pep Comics nº 26 (abril de 1942).

Veronica Lodge é a única filha de Hiram Lodge, um dos homens mais bem sucedidos de Riverdale, e sua esposa Hermione Lodge. Ela é chamada tanto pelo nome Veronica quanto pelos apelidos Ronnie e Ron. A inspiração pro nome da personagem vem de uma família onde Bob Montana conhecia, pois uma vez ele havia feito uma pintura mural para a família Lodge. Montana então combinou esse sobrenome com o da atriz Veronica Lake para criar a personagem "Veronica Lodge". A personagem por sua vez, apareceu em Pep Comics nº 26, poucos meses depois que Archie Andrews, Betty Cooper e Jughead Jones estrearam, e apenas alguns meses antes da estreia de Reggie Mantle. Veronica é uma garota atraente com cabelo preto e sempre atualizada sobre moda. Em alguns quadrinhos, o Sr. Lodge alegou que mudou com sua família para Riverdale para evitar que Veronica se estragasse, como muitas das adolescentes que conhecia e cresceu com ele. Seu plano não foi tão bem sucedido quanto ele esperava, como Veronica é muitas vezes retratada na onda de gastos, na qual ela maximiza seus cartões de crédito. Em uma história, ela compra todas as sapatarias de Riverdale para impedir que qualquer outra garota compre um par de sapatos que ela mesma queria. No momento, a atitude vaidosa e presunçosa de Veronica enfurece seu pai a ponto de ele ter de alguma forma "dar-lhe uma lição" e Veronica é forçada a conseguir um emprego de algum tipo.
Nas primeiras edições da Archie Comics, havia algumas histórias diferentes da "origem de Veronica". Na sua história de estreia, em Pep nº 26, abril de 1942, Veronica era referida como uma 'sub-debutante', filha de Lodge de Beacon Hill, que tinha acabado de vir morar em Riverdale. Em Pep nº 31, setembro de 1942, Veronica revelou ter vivido em Boston antes de ir para Riverdale. Seu pai, foi apresentado como um "grande político de Boston".
Em Archie Comics nº 1 (inverno de 1942), outra versão da história da mudança de Veronica para Riverdale é descrita. Ela é referida como 'a indefinida sub-deb' e 'aquela garota de Nova Iorque'. Archie nunca tinha conhecido essa 'dama da sociedade', mas estava sonhando com ela e escrevia cartas para ela que nunca enviaria. Archie escreveu a ela convidando-a para um baile em Riverdale, e a carta foi enviada acidentalmente; ele queria convidar Betty Cooper. Mesmo depois que ele percebeu que havia enviado a carta, ele não achava que ela realmente viria. Veronica aceitou o convite, pensando que uma dança seria divertida. Na época ela aparentemente morava em Nova Iorque com sua mãe, e ela implorou à Sra. Lodge para deixá-la ir ao baile de Riverdale. Veronica aceitou o convite, pensando que uma dança seria divertida. Na época, ela aparentemente morava em Nova York com a mãe, e implorou à sra. Lodge para deixá-la ir ao baile de Riverdale. Archie tentou manter os seus encontros com ambas as garotas, começando assim o seu triângulo amoroso.
Veronica ficou em 87º lugar na lista de "100 mulheres mais sexy dos quadrinhos" do Comics Buyer's Guide, criada por Brent Frankenhoff.

## Estilo de vida e relacionamentos
Veronica que desfruta de um estilo de vida muito elegante, pois sua família está entre as pessoas mais ricas do mundo. No entanto, ela escolhe sair com seus amigos menos abastados, incluindo o rapaz por quem ela e apaixonada, Archie Andrews, a quem ela dá o apelido de "Archiekins" (em português:  Archiezinho). O seu nível de interesse por ele varia, no entanto. O seu pai tem frequentes pesadelos em que Veronica e Archie vão se casar. Em 2009, a Archie Comics publicou um enredo que seguia esse possível futuro, casando Veronica com Archie em um universo e com Reggie em outro. A melhor amiga de Veronica (e às vezes arqui-rival) é Betty Cooper, e as duas possuem gostos em comum. No entanto, elas também estão em constante competição pela afeição de Archie. Veronica tem muitas vezes inveja da Betty, e rouba qualquer coisa que seja importante para Betty. Em uma história, Veronica deu a Betty uma barra de chocolate com nozes (à qual Betty é alérgica), para que Veronica pudesse ficar com seu trabalho de modelo. Ocasionalmente, ela é vitoriosa. Mas normalmente, Betty consegue vingar-se com sucesso dela. Além disso, Archie ocasionalmente tem enfrentado Veronica e ficado com Betty.

Veronica dando uma festa do pijama, onde ela pergunta para suas amigas: O que acha da minha nova roupa? e Betty responde: É fabuloso, Ronnie! Quando posso pedir emprestado?. Na tira além de Betty e Veronica, incluem outras personagens como: Ethel Muggs, Nacy Woods, Josie McCoy e Sabrina Spellman.

Suas outras amigas incluem Ethel Muggs, Midge Klump e Nancy Woods, e todas gostam de fazer festas de pijama e fazer compras juntas no shopping. Além de Archie, Veronica frequentemente namora Reggie Mantle. Por vezes, ela pode ser arrogante e esnobe e vê que as regras da sociedade comum não se aplicam a ela, simplesmente porque é rica, o que faz com que seus amigos fiquem chateados com ela. Vivendo em uma casa cheia de criados, Veronica sempre pensa que eles estão lá apenas para servi-la, e ela não os vê como pessoas. Costuma gritar com as empregadas domésticas para trazer-lhe algo. Em um determinado momento, sua mãe a forçou a fazer todas as suas tarefas e buscar seus próprios lanches durante todo o verão.
Apesar de serem amigos na série de televisão Riverdale, a relação dela com Jughead Jones é menos amigável nos quadrinhos. Eles discutem constantemente e são críticos dos estilos de vida um do outro. Ela não suporta a atitude descontraída e os gracejos dele, e ele a considera uma esnobe. Jughead gosta de a irritar. Ele também gosta de zombar de Veronica e apoiar Betty em sua rivalidade com ela. No entanto, Jughead e Veronica geralmente conseguem ficar ao lado um do outro por Archie.
Veronica, sendo filha única de seus pais ricos, é mimada e favorecida por sua família. Seu pai, Hiram Lodge, a ama muito, e mesmo que ele frequentemente perca a paciência com sua filha por seu esnobismo e sua escolha de namorados, ele nunca recusa quando Veronica lhe pede algo. O primo de Veronica, Leroy, da escola primária, tem uma personalidade de delinquente juvenil, de mau humor. Veronica também tem uma prima chamada Marcy, de 14 anos, no qual ela a considera a irritante, por seu gosto que incluem ficção científica e outras coisas que ela acha "nerd".

## Interesses e personalidade
Seus pontos fracos são comumente apresentados nas histórias em quadrinhos. Quando chateada, ela tem um temperamento extremamente imprudente. Ela é uma compradora impulsiva que não pode ficar muito tempo sem comprar roupas. Ela é frequentemente viciada em fofoca, o que tende a agravar Betty. Geralmente ela é líder de torcida, seu assunto favorito escolar é economia, e está implícito que ela acabará assumindo os negócios do pai. Ela também trabalhou como modelo. Na década de 1960, Betty e Veronica se juntaram à banda de Archie, The Archies. Onde Betty toca o pandeiro e Veronica toca o órgão eletrónico.

## Em outras mídias

### Animação
- Veronica apareceu em The Archie Show, uma série animada de 1968 produzida pela Filmation.[4] A personagem também apareceu em vários spin-offs, tais como: The Archie Comedy Hour, Archie's Funhouse, Archie's TV Funnies, The U.S. of Archie e The New Archie and Sabrina Hour produzido no mesmo formato. Ela foi dublada por Jane Webb.
- Veronica apareceu em The New Archies, de 1987. Veronica foi retratada como uma pré-adolescente no ensino médio. Ela foi dublada por Alyson Court.
- Veronica apareceu nas animações Archie's Weird Mysteries e no telefilme The Archies in Jugman, dublada por Camille Schmidt.

### Live action

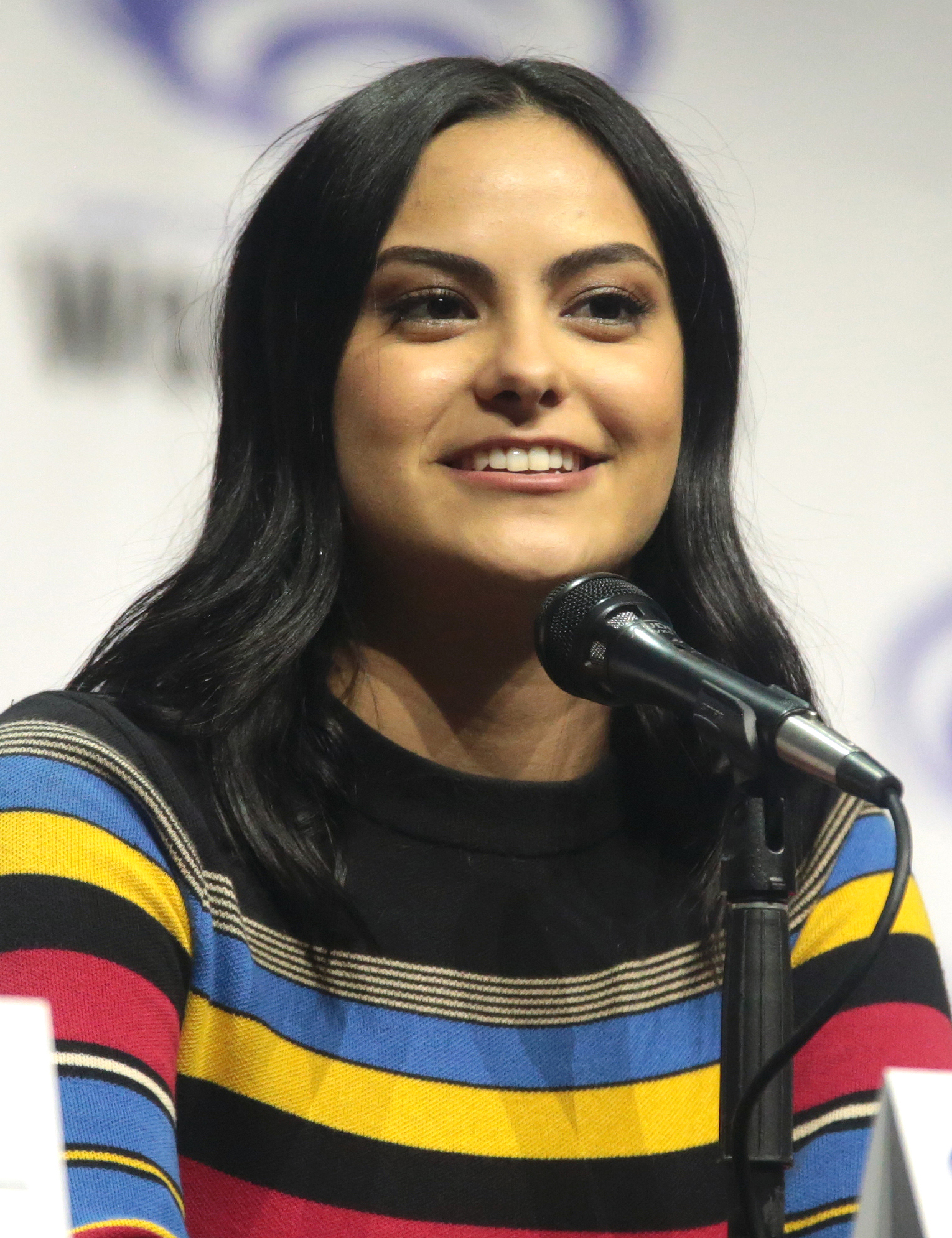
Camila Mendes intérprete de Veronica em Riverdale.

- Veronica aparece no telefilme Archie: To Riverdale and Back Again, interpretada por Karen Kopins, onde ela se casou (e se divorciou) quatro vezes.
- Veronica aparece em Riverdale, uma série de drama da The CW com Camila Mendes interpretando a personagem.[5] Na quarta temporada, para se distanciar da má reputação do pai, ela teve seu nome legalmente mudado para Veronica Luna, usando o sobrenome original de seu pai, que ele havia mudado.[6]